# Ороговение
Орогове́ние — процесс образования в эпителиальной ткани рогового вещества, состоящего из кератина, кератогиалина и жирных кислот. Присуще позвоночным животным, в том числе человеку.
Ороговению подвергаются преимущественно поверхностные слои кожи — её эпидермис и все его производные (шерсть, чешуя, клюв, перья, копыта, рога, ногти, волосы). У человека ороговевающие клетки поверхностных слоев кожи превращаются в чешуйки, которые образуют роговой слой эпидермиса. Он обладает значительной упругостью и плохой теплопроводностью, что обеспечивает защиту нижележащих слоёв кожи от высыхания, механических повреждений и проникновения бактерий. Наиболее резко ороговение у человека выражено на ладонях и подошвах, слабее — на местах сгибов.